# James Neill

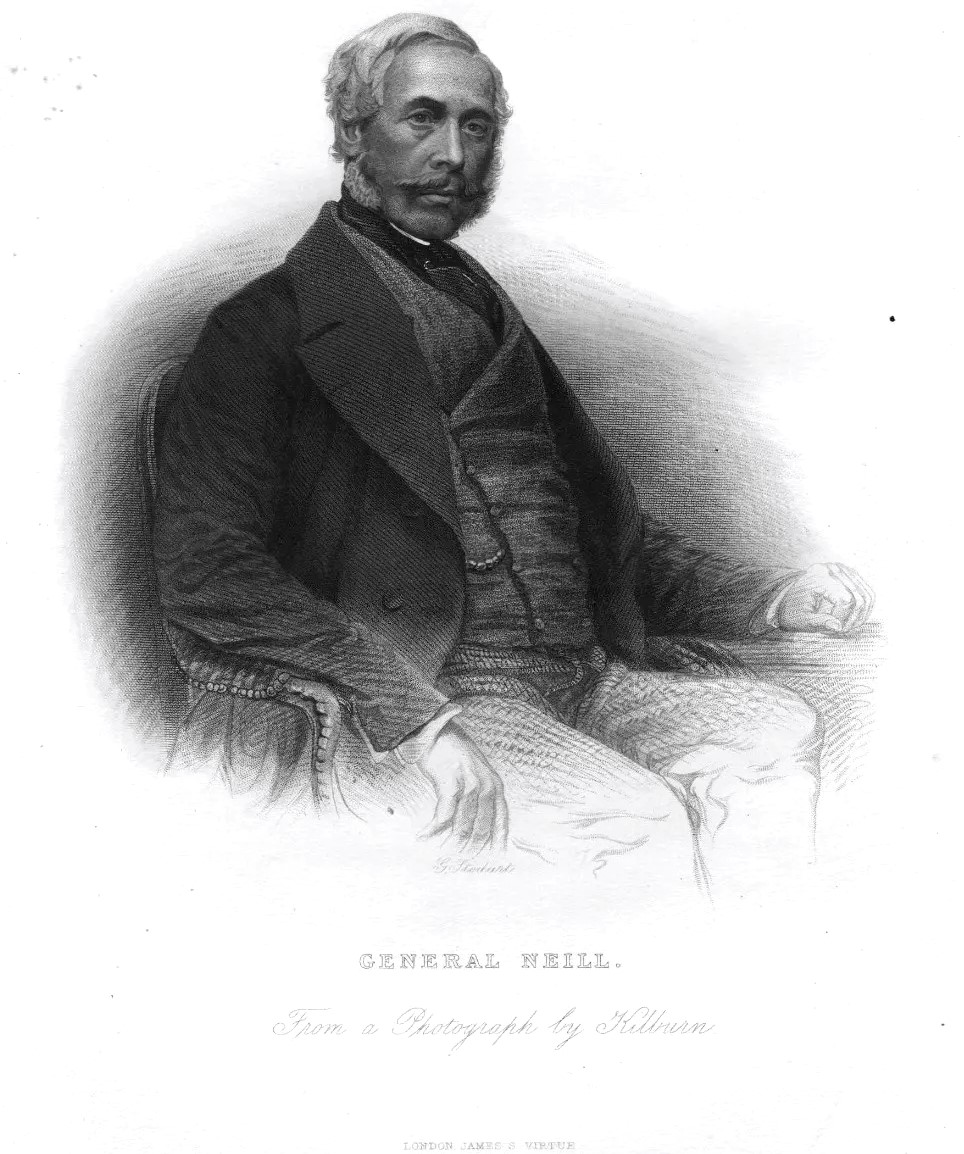
James Neill

James George Smith Neill (* 26. Mai 1810 in Craigie, in der Nähe von Ayr, Schottland; † 25. September 1857) war ein Offizier der Britischen Ostindien-Kompanie, der maßgeblich an der Niederschlagung des Indischen Aufstands von 1857 beteiligt war. Er zählt zu den britischen Offizieren, die besonders brutale und sadistische Vergeltungsmaßnahmen an aufständischen Sepoys und indischen Zivilisten vornehmen ließen.

## Leben
Neill besuchte die Universität Glasgow. Im Jahre 1827 trat er in den Dienst der Britischen Ostindien-Kompanie. Sein Leutnantspatent erhielt er 1828. 1850 wurde er zum Major ernannt und gehörte zu den aktiven Teilnehmern des Zweiten Birmakrieges sowie des Krimkrieges. Er kehrte im Frühjahr 1857 nach Indien zurück, kurz bevor dort am 10. Mai in Merath der Indische Aufstand von 1857 begann. In Benares war er am 4. Juni 1857 an der Niederschlagung der dortigen aufständischen Truppen beteiligt. In einem Gewaltmarsch, der vom 6. Juni bis zum 15. Juni dauerte, wandte er sich dann nach Allahabad, wo eine Gruppe von Europäern und Eurasiern im Fort Allahabad von Aufständischen belagert wurde. Gemeinsam mit seinem Vorgesetzten, Sir Henry Havelock, gehörte er zu den Truppen, die Kanpur von den Aufständischen zurückeroberten. Die Belagerung von Kanpur galt als eines der – aus Sicht der Briten – traumatischsten Ereignisse des Indischen Aufstands. Dort hatten nach mehreren Wochen verlustreichen Widerstands die in der Garnison Verschanzten die Kapitulationsbedingungen von Nana Sahib angenommen, die ihnen einen Abzug mit Booten nach Allahabad in Aussicht stellten. Bei der Besteigung der Boote durch die Briten wurde von indischen Truppen das Feuer eröffnet. Die das Feuergefecht überlebenden Männer wurden an Ort und Stelle hingerichtet. Etwa 125 Frauen und Kinder wurden nach Kanpur zurückgebracht, wo sie im Bibighar gemeinsam mit anderen Flüchtlingen – erneut überwiegend Frauen und Kinder – gefangen gehalten wurden. Unmittelbar vor der Rückeroberung von Kanpur durch die von Sir Henry Havelock und James Neill geführten britischen Truppen wurden diese insgesamt 73 Frauen und 124 Kinder ermordet.
Während Havelock mit einem Teil der Truppen nach Lakhnau weiterzog, um den dort verschanzten Europäern zur Hilfe zu eilen, sollte Neill Kanpur halten. Wie zuvor in Benares und Allahabad ergriff er dabei brutale Vergeltungsmaßnahmen. Inder wurden unabhängig von Geschlecht und Alter hingerichtet, wenn nur geringfügiger Anlass zur Vermutung bestand, dass sie zuvor die Aufständischen unterstützt hatten. Dörfer wurden niedergebrannt, auch wenn dabei Alte und Kinder ums Leben kamen. Zur Hinrichtung Verurteilte wurden entsprechend der Weisungen von James Neill zuvor bewusst gedemütigt und gezielt zu Dingen gezwungen, die den religiösen Pflichten ihrer jeweiligen Religion widersprachen. Hindus wurden gezwungen, Teile des blutverschmierten Bibighars mit ihrer Zunge rein zu lecken und wurden z. T. gezwungen ihr eigenes Grab zu schaufeln, statt sie gemäßg hinduistischem Ritus zu verbrennen. Moslems wurden gezwungen, vor ihrer Hinrichtung Schweinefleisch zu essen, wurden in Schweinehäute eingenäht oder mit Schweinefett eingeschmiert. Die Folterung, die Sikhs an Sepoys vor deren Hinrichtung vornahmen, wurde geduldet und ermutigt.
James Neill kam am 25. September beim Kampf um die von aufständischen Truppen belagerte britische Garnisonsstadt Lakhnau ums Leben. Er wurde in Großbritannien zunächst als einer der „Racheengel“ der Niederschlagung des Indischen Aufstands verehrt. Unmittelbar nach der Niederschlagung des Aufstands setzte jedoch Kritik an den unverhältnismäßig brutalen Vergeltungsmaßnahmen ein, die James Neill zu verantworten hatte. Zeitgenössische Geschichtsschreiber warfen James Neill vor, wegen seiner Rachemaßnahmen der Garnisonsstadt in Kanpur nicht rechtzeitig zur Hilfe geeilt zu sein und beklagten seine sadistischen Rachemaßnahmen. Der zeitgenössische englische Politiker und Schriftsteller George Trevelyan bezeichnete James Neill gar als ein Monster, das für eine mörderische englische Kriegsführung verantwortlich sei.